# Évellys
Évellys is een gemeente in het Franse departement Morbihan in de regio Bretagne die deel uitmaakt van het arrondissement Pontivy.

## Geschiedenis
Évellys is op 1 januari 2016 ontstaan door de fusie van de gemeenten Moustoir-Remungol, Naizin en Remungol. De gemeente telde 3.384 inwoners op 1 januari 2022.

## Geografie
De oppervlakte van Évellys bedroeg op 1 januari 2022 80,34 vierkante kilometer; de bevolkingsdichtheid was toen 42,1 inwoners per km².

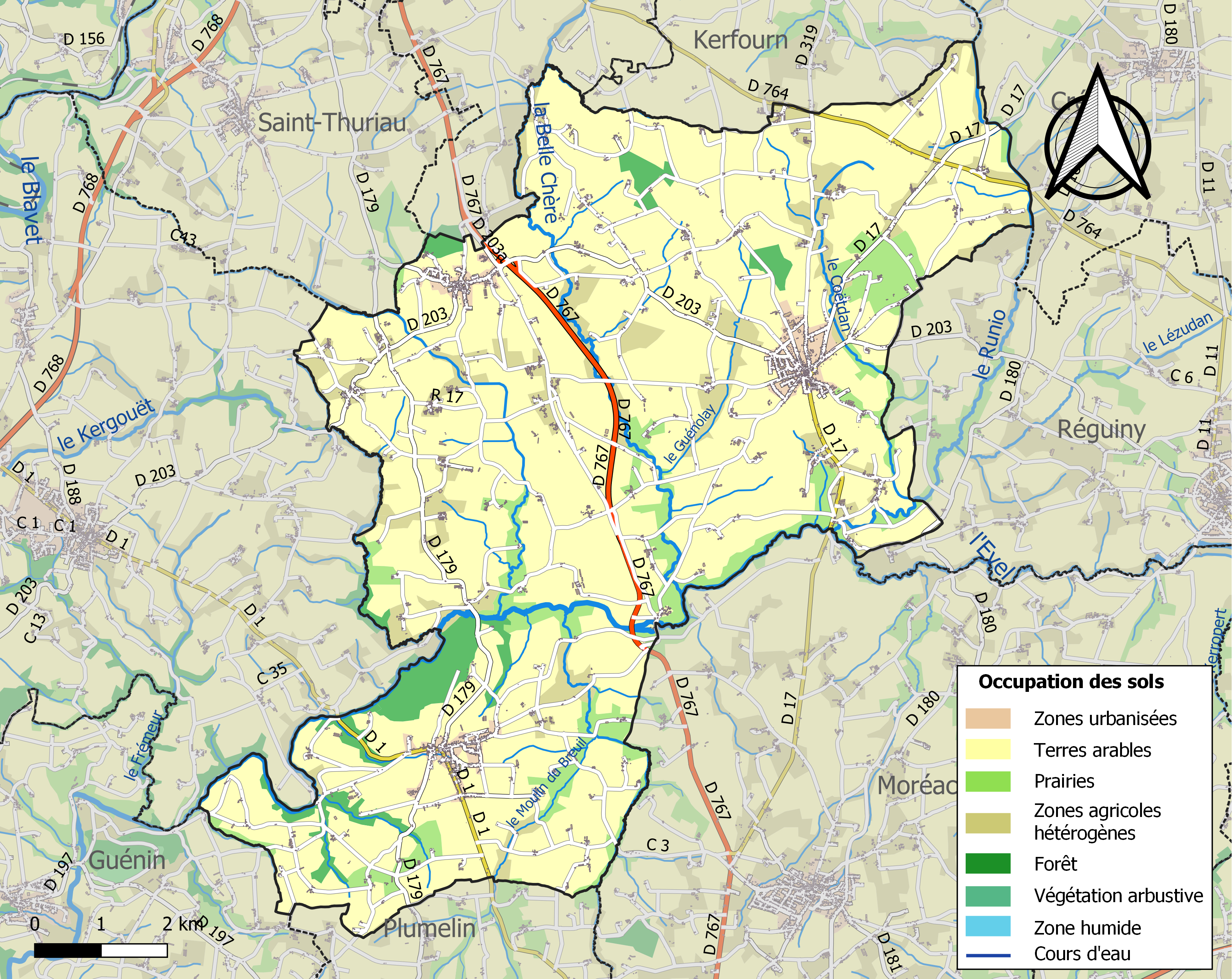
Kaart van de gemeente met de belangrijkste infrastructuur, bodemgebruik en omliggende gemeenten

Brandivy · Bréhan · La Chapelle-Neuve · Colpo · Crédin · Évellys · Grand-Champ · Locmaria-Grand-Champ · Locminé · Locqueltas · Moustoir-Ac · Plaudren · Pleugriffet · Plumelin · Radenac · Réguiny · Rohan